# Gare d'Irigny-Yvours
La gare d'Irigny-Yvours est une gare ferroviaire française de la ligne de Moret-Veneux-les-Sablons à Lyon-Perrache, située sur le territoire de la commune d'Irigny, dans la métropole de Lyon, en région Auvergne-Rhône-Alpes.
Mise en service en 2019, c’est une halte de la Société nationale des chemins de fer français (SNCF), desservie par des trains régionaux du réseau TER Auvergne-Rhône-Alpes.

## Situation ferroviaire
Établie à 163 mètres d'altitude, la gare d'Irigny-Yvours est située au point kilométrique (PK) 551,338 de la ligne de Moret-Veneux-les-Sablons à Lyon-Perrache, entre les gares ouvertes de Vernaison et de Pierre-Bénite.

## Histoire
La halte a été mise en service le 9 septembre 2019.

## Fréquentation
De 2019 à 2023, selon les estimations de la SNCF, la fréquentation annuelle de la gare s'élève aux nombres indiqués dans le tableau ci-dessous.
| Année     | 2019   | 2020   | 2021   | 2022   | 2023   |
| --------- | ------ | ------ | ------ | ------ | ------ |
| Voyageurs | 16 431 | 24 067 | 26 690 | 41 898 | 47 037 |

## Service des voyageurs

### Accueil
Halte de la SNCF, c’est un point d'arrêt non géré (PANG) à entrée libre, avec deux quais. Elle est équipée d'automates pour l'achat des titres de transport.

### Desserte
Irigny-Yvours est desservie par des trains TER Auvergne-Rhône-Alpes, qui effectuent des missions entre les gares de Lyon-Perrache et de Firminy via Saint-Étienne-Châteaucreux.

### Intermodalité
Un parc pour les vélos et un parking sont aménagés à ses abords.
La halte est également desservie par les lignes 15 et 15E du réseau d'autobus TCL.